# Џемал Мустеданагић
Џемал Мустеданагић (8. јун 1955) бивши је југословенски фудбалер и тренутно фудбалски тренер.

## Биографија
Поникао је у матичном клубу, Слободи из Новог Града, а играо је на позицији одбрамбеног играча. Затим је прешао у Динамо из Загреба. У загребачком клубу је играо од 1973. до 1983. и био је један од носилаца игре. Одиграо је 444 утакмице и постигао 37 погодака. Био је члан екипе која је 1982. освојила првенство Југославије, а 1980. Куп маршала Тита. Након Динама, успешно је наступао као интернационалац за бечку Аустрију (1983-1986).
Селектори југословенске репрезентације често су га запостављали, тако да је за најбољу селекцију Југославије одиграо само једну утакмицу (1980. у Љубљани против Данске).
Након завршетка играчке каријере посветио се тренерском позиву. Највише је радио с млађим категоријама у Динаму и ХНС-у. Био је тренер првог тима Динама и селектор фудбалске репрезентације Албаније.

## Наступи за репрезентацију Југославије
| #  | Датум               | Место   | Противник | Резултат | Гол | Такмичење                                |
| -- | ------------------- | ------- | --------- | -------- | --- | ---------------------------------------- |
| 1. | 27. септембар 1980. | Љубљана | Данска    | 2:1      | 0   | Квалификације за Светско првенство 1982. |

## Успеси
- Динамо Загреб
  - Првенство Југославије: 1982.
  - Куп Југославије: 1980.